# Marc García (calciatore)
Marc García Renom (Andorra la Vella, 21 marzo 1988) è un calciatore andorrano, attaccante dell'Ordino e della nazionale andorrana.

## Statistiche

### Cronologia presenze e reti in nazionale
| Cronologia completa delle presenze e delle reti in nazionale ― Andorra | Cronologia completa delle presenze e delle reti in nazionale ― Andorra | Cronologia completa delle presenze e delle reti in nazionale ― Andorra | Cronologia completa delle presenze e delle reti in nazionale ― Andorra | Cronologia completa delle presenze e delle reti in nazionale ― Andorra | Cronologia completa delle presenze e delle reti in nazionale ― Andorra | Cronologia completa delle presenze e delle reti in nazionale ― Andorra | Cronologia completa delle presenze e delle reti in nazionale ― Andorra |
| Data                                                                   | Città                                                                  | In casa                                                                | Risultato                                                              | Ospiti                                                                 | Competizione                                                           | Reti                                                                   | Note                                                                   |
| ---------------------------------------------------------------------- | ---------------------------------------------------------------------- | ---------------------------------------------------------------------- | ---------------------------------------------------------------------- | ---------------------------------------------------------------------- | ---------------------------------------------------------------------- | ---------------------------------------------------------------------- | ---------------------------------------------------------------------- |
| 29-5-2010                                                              | Reykjavík                                                              | Islanda                                                                | 4 – 0                                                                  | Andorra                                                                | Amichevole                                                             | -                                                                      | 52’ 81’                                                                |
| 6-9-2011                                                               | Skopje                                                                 | Macedonia del Nord                                                     | 1 – 0                                                                  | Andorra                                                                | Qual. Euro 2012                                                        | -                                                                      | 83’                                                                    |
| 30-5-2012                                                              | Kelsterbach                                                            | Andorra                                                                | 0 – 0                                                                  | Azerbaigian                                                            | Amichevole                                                             | -                                                                      | 45’                                                                    |
| 2-6-2012                                                               | Varsavia                                                               | Polonia                                                                | 4 – 0                                                                  | Andorra                                                                | Amichevole                                                             | -                                                                      | 62’                                                                    |
| 14-8-2012                                                              | Vaduz                                                                  | Liechtenstein                                                          | 1 – 0                                                                  | Andorra                                                                | Amichevole                                                             | -                                                                      | 72’                                                                    |
| 7-9-2012                                                               | Andorra la Vella                                                       | Andorra                                                                | 0 – 5                                                                  | Ungheria                                                               | Qual. Mondiali 2014                                                    | -                                                                      | 32’ 80’                                                                |
| 11-9-2012                                                              | Bucarest                                                               | Romania                                                                | 4 – 0                                                                  | Andorra                                                                | Qual. Mondiali 2014                                                    | -                                                                      |                                                                        |
| 12-10-2012                                                             | Rotterdam                                                              | Paesi Bassi                                                            | 3 – 0                                                                  | Andorra                                                                | Qual. Mondiali 2014                                                    | -                                                                      |                                                                        |
| 16-10-2012                                                             | Andorra la Vella                                                       | Andorra                                                                | 0 – 1                                                                  | Estonia                                                                | Qual. Mondiali 2014                                                    | -                                                                      |                                                                        |
| 14-11-2012                                                             | Andorra la Vella                                                       | Andorra                                                                | 0 – 2                                                                  | Islanda                                                                | Amichevole                                                             | -                                                                      |                                                                        |
| 22-3-2013                                                              | Andorra la Vella                                                       | Andorra                                                                | 0 – 2                                                                  | Turchia                                                                | Qual. Mondiali 2014                                                    | -                                                                      |                                                                        |
| 26-3-2013                                                              | Tallinn                                                                | Estonia                                                                | 2 – 0                                                                  | Andorra                                                                | Qual. Mondiali 2014                                                    | -                                                                      |                                                                        |
| 14-8-2013                                                              | Chișinău                                                               | Moldavia                                                               | 1 – 1                                                                  | Andorra                                                                | Amichevole                                                             | -                                                                      | 33’                                                                    |
| 6-9-2013                                                               | Kayseri                                                                | Turchia                                                                | 5 – 0                                                                  | Andorra                                                                | Qual. Mondiali 2014                                                    | -                                                                      |                                                                        |
| 10-9-2013                                                              | Andorra la Vella                                                       | Andorra                                                                | 0 – 2                                                                  | Paesi Bassi                                                            | Qual. Mondiali 2014                                                    | -                                                                      |                                                                        |
| 11-10-2013                                                             | Andorra la Vella                                                       | Andorra                                                                | 0 – 4                                                                  | Romania                                                                | Qual. Mondiali 2014                                                    | -                                                                      |                                                                        |
| 15-10-2013                                                             | Budapest                                                               | Ungheria                                                               | 2 – 0                                                                  | Andorra                                                                | Qual. Mondiali 2014                                                    | -                                                                      |                                                                        |
| 5-3-2014                                                               | Alzira                                                                 | Andorra                                                                | 0 – 1                                                                  | Indonesia                                                              | Amichevole                                                             | -                                                                      | 79’                                                                    |
| 26-3-2014                                                              | Alzira                                                                 | Andorra                                                                | 0 – 1                                                                  | Indonesia                                                              | Amichevole                                                             | -                                                                      | 45’                                                                    |
| 10-10-2014                                                             | Bruxelles                                                              | Belgio                                                                 | 6 – 0                                                                  | Andorra                                                                | Qual. Euro 2016                                                        | -                                                                      | 72’                                                                    |
| 16-11-2014                                                             | Nicosia                                                                | Cipro                                                                  | 5 – 0                                                                  | Andorra                                                                | Qual. Euro 2016                                                        | -                                                                      |                                                                        |
| 28-3-2015                                                              | Andorra la Vella                                                       | Andorra                                                                | 0 – 3                                                                  | Bosnia ed Erzegovina                                                   | Qual. Euro 2016                                                        | -                                                                      |                                                                        |
| 6-6-2015                                                               | Andorra la Vella                                                       | Andorra                                                                | 0 – 1                                                                  | Guinea Equatoriale                                                     | Amichevole                                                             | -                                                                      |                                                                        |
| 12-6-2015                                                              | Andorra la Vella                                                       | Andorra                                                                | 1 – 3                                                                  | Cipro                                                                  | Qual. Euro 2016                                                        | -                                                                      | 56’                                                                    |
| 3-9-2015                                                               | Haifa                                                                  | Israele                                                                | 4 – 0                                                                  | Andorra                                                                | Qual. Euro 2016                                                        | -                                                                      |                                                                        |
| 6-9-2015                                                               | Zenica                                                                 | Bosnia ed Erzegovina                                                   | 3 – 0                                                                  | Andorra                                                                | Qual. Euro 2016                                                        | -                                                                      |                                                                        |
| 10-10-2015                                                             | Andorra la Vella                                                       | Andorra                                                                | 1 – 4                                                                  | Belgio                                                                 | Qual. Euro 2016                                                        | -                                                                      | 83’                                                                    |
| 13-10-2015                                                             | Cardiff                                                                | Galles                                                                 | 2 – 0                                                                  | Andorra                                                                | Qual. Euro 2016                                                        | -                                                                      | 81’                                                                    |
| 26-5-2016                                                              | Bad Erlach                                                             | Azerbaigian                                                            | 0 – 0                                                                  | Andorra                                                                | Amichevole                                                             | -                                                                      |                                                                        |
| 28-5-2016                                                              | Attard                                                                 | Andorra                                                                | 0 – 1                                                                  | Moldavia                                                               | Amichevole                                                             | -                                                                      |                                                                        |
| 1-6-2016                                                               | Tallinn                                                                | Estonia                                                                | 2 – 0                                                                  | Andorra                                                                | Amichevole                                                             | -                                                                      |                                                                        |
| 6-9-2016                                                               | Andorra la Vella                                                       | Andorra                                                                | 0 – 1                                                                  | Lettonia                                                               | Qual. Mondiali 2018                                                    | -                                                                      | 88’                                                                    |
| 7-10-2016                                                              | Aveiro                                                                 | Portogallo                                                             | 6 – 0                                                                  | Andorra                                                                | Qual. Mondiali 2018                                                    | -                                                                      | 49’                                                                    |
| 22-2-2017                                                              | Serravalle                                                             | San Marino                                                             | 0 – 2                                                                  | Andorra                                                                | Amichevole                                                             | -                                                                      | 67’                                                                    |
| 25-3-2017                                                              | Andorra la Vella                                                       | Andorra                                                                | 0 – 0                                                                  | Fær Øer                                                                | Qual. Mondiali 2018                                                    | -                                                                      | 45’ 90’                                                                |
| 16-8-2017                                                              | Burton-upon-Trent                                                      | Andorra                                                                | 0 – 1                                                                  | Qatar                                                                  | Amichevole                                                             | -                                                                      | 45’                                                                    |
| 31-8-2017                                                              | San Gallo                                                              | Svizzera                                                               | 3 – 0                                                                  | Andorra                                                                | Qual. Mondiali 2018                                                    | -                                                                      |                                                                        |
| 10-10-2017                                                             | Riga                                                                   | Lettonia                                                               | 4 – 0                                                                  | Andorra                                                                | Qual. Mondiali 2018                                                    | -                                                                      |                                                                        |
| 3-6-2018                                                               | Cova da Piedade                                                        | Andorra                                                                | 2 – 4                                                                  | Capo Verde                                                             | Amichevole                                                             | -                                                                      | 76’                                                                    |
| 18-8-2018                                                              | Grödig                                                                 | Andorra                                                                | 0 – 0                                                                  | Emirati Arabi Uniti                                                    | Amichevole                                                             | -                                                                      | 68’                                                                    |
| 16-10-2018                                                             | Astana                                                                 | Kazakistan                                                             | 4 – 0                                                                  | Andorra                                                                | UEFA Nations League 2018-2019 - 1º Turno                               | -                                                                      | 84’                                                                    |
| 19-11-2018                                                             | Andorra la Vella                                                       | Andorra                                                                | 0 – 0                                                                  | Lettonia                                                               | UEFA Nations League 2018-2019 - 1º Turno                               | -                                                                      | 51’ 79’                                                                |
| 7-9-2019                                                               | Istanbul                                                               | Turchia                                                                | 1 – 0                                                                  | Andorra                                                                | Qual. Euro 2020                                                        | -                                                                      | 63’                                                                    |
| 14-10-2019                                                             | Reykjavík                                                              | Islanda                                                                | 2 – 0                                                                  | Andorra                                                                | Qual. Euro 2020                                                        | -                                                                      | 80’                                                                    |
| 7-10-2020                                                              | Andorra la Vella                                                       | Andorra                                                                | 1 – 2                                                                  | Capo Verde                                                             | Amichevole                                                             | -                                                                      |                                                                        |
| 10-10-2020                                                             | Andorra la Vella                                                       | Andorra                                                                | 0 – 0                                                                  | Malta                                                                  | UEFA Nations League 2020-2021 - 1º Turno                               | -                                                                      | 85’                                                                    |
| 11-11-2020                                                             | Lisbona                                                                | Portogallo                                                             | 7 – 0                                                                  | Andorra                                                                | Amichevole                                                             | -                                                                      | 45’                                                                    |
| 28-3-2021                                                              | Varsavia                                                               | Polonia                                                                | 3 – 0                                                                  | Andorra                                                                | Qual. Mondiali 2022                                                    | -                                                                      | 58’                                                                    |
| 3-6-2021                                                               | Andorra la Vella                                                       | Andorra                                                                | 1 – 4                                                                  | Irlanda                                                                | Amichevole                                                             | -                                                                      | 72’                                                                    |
| 7-6-2021                                                               | Andorra la Vella                                                       | Andorra                                                                | 0 – 0                                                                  | Gibilterra                                                             | Amichevole                                                             | -                                                                      |                                                                        |
| 5-9-2021                                                               | Londra                                                                 | Inghilterra                                                            | 4 – 0                                                                  | Andorra                                                                | Qual. Mondiali 2022                                                    | -                                                                      | 74’                                                                    |
| 8-9-2021                                                               | Budapest                                                               | Ungheria                                                               | 2 – 1                                                                  | Andorra                                                                | Qual. Mondiali 2022                                                    | -                                                                      |                                                                        |
| 9-10-2021                                                              | Andorra la Vella                                                       | Andorra                                                                | 0 – 5                                                                  | Inghilterra                                                            | Qual. Mondiali 2022                                                    | -                                                                      |                                                                        |
| 12-11-2021                                                             | Andorra la Vella                                                       | Andorra                                                                | 1 – 4                                                                  | Polonia                                                                | Qual. Mondiali 2022                                                    | -                                                                      | 84’                                                                    |
| 15-11-2021                                                             | Tirana                                                                 | Albania                                                                | 1 – 0                                                                  | Andorra                                                                | Qual. Mondiali 2022                                                    | -                                                                      | 63’                                                                    |
| 3-6-2022                                                               | Riga                                                                   | Lettonia                                                               | 3 – 0                                                                  | Andorra                                                                | UEFA Nations League 2022-2023 - 1º Turno                               | -                                                                      |                                                                        |
| 10-6-2022                                                              | Andorra la Vella                                                       | Andorra                                                                | 2 – 1                                                                  | Liechtenstein                                                          | UEFA Nations League 2022-2023 - 1º Turno                               | -                                                                      | 79’                                                                    |
| 14-6-2022                                                              | Chișinău                                                               | Moldavia                                                               | 2 – 1                                                                  | Andorra                                                                | UEFA Nations League 2022-2023 - 1º Turno                               | -                                                                      | 80’                                                                    |
| 16-11-2022                                                             | Malaga                                                                 | Andorra                                                                | 0 – 1                                                                  | Austria                                                                | Amichevole                                                             | -                                                                      |                                                                        |
| 25-3-2023                                                              | Andorra la Vella                                                       | Andorra                                                                | 0 – 2                                                                  | Romania                                                                | Qual. Euro 2024                                                        | -                                                                      | 86’                                                                    |
| 28-3-2023                                                              | Pristina                                                               | Kosovo                                                                 | 1 – 1                                                                  | Andorra                                                                | Qual. Euro 2024                                                        | -                                                                      | 78’                                                                    |
| 16-6-2023                                                              | Andorra la Vella                                                       | Andorra                                                                | 1 – 2                                                                  | Svizzera                                                               | Qual. Euro 2024                                                        | -                                                                      | 23’                                                                    |
| 19-6-2023                                                              | Gerusalemme                                                            | Israele                                                                | 2 – 1                                                                  | Andorra                                                                | Qual. Euro 2024                                                        | -                                                                      | 89’                                                                    |
| 9-9-2023                                                               | Andorra la Vella                                                       | Andorra                                                                | 0 – 0                                                                  | Bielorussia                                                            | Qual. Euro 2024                                                        | -                                                                      | 84’                                                                    |
| 12-9-2023                                                              | Sion                                                                   | Svizzera                                                               | 3 – 0                                                                  | Andorra                                                                | Qual. Euro 2024                                                        | -                                                                      | 76’                                                                    |
| 12-10-2023                                                             | Andorra la Vella                                                       | Andorra                                                                | 0 – 3                                                                  | Kosovo                                                                 | Qual. Euro 2024                                                        | -                                                                      | 56’                                                                    |
| 15-10-2023                                                             | Bucarest                                                               | Romania                                                                | 4 – 0                                                                  | Andorra                                                                | Qual. Euro 2024                                                        | -                                                                      | 42’ 86’                                                                |
| 21-11-2023                                                             | Andorra la Vella                                                       | Andorra                                                                | 0 – 2                                                                  | Israele                                                                | Qual. Euro 2024                                                        | -                                                                      | 57’                                                                    |
| 21-3-2024                                                              | Annaba                                                                 | Andorra                                                                | 1 – 1                                                                  | Sudafrica                                                              | Amichevole                                                             | -                                                                      | 66’                                                                    |
| 25-3-2024                                                              | Annaba                                                                 | Bolivia                                                                | 1 – 0                                                                  | Andorra                                                                | Amichevole                                                             | -                                                                      | 73’                                                                    |
| 5-6-2024                                                               | Badajoz                                                                | Spagna                                                                 | 5 – 0                                                                  | Andorra                                                                | Amichevole                                                             | -                                                                      | 79’                                                                    |
| 10-10-2024                                                             | Chișinău                                                               | Moldavia                                                               | 2 – 0                                                                  | Andorra                                                                | UEFA Nations League 2024-2025 - 1º turno                               | -                                                                      | 61’                                                                    |
| 19-11-2024                                                             | Ta' Qali                                                               | Malta                                                                  | 0 – 0                                                                  | Andorra                                                                | UEFA Nations League 2024-2025 - 1º turno                               | -                                                                      | cap. 77’                                                               |
| 24-3-2025                                                              | Tirana                                                                 | Albania                                                                | 3 – 0                                                                  | Andorra                                                                | Qual. Mondiali 2026                                                    | -                                                                      |                                                                        |
| 7-6-2025                                                               | Cornellà de Llobregat                                                  | Andorra                                                                | 0 – 1                                                                  | Inghilterra                                                            | Qual. Mondiali 2026                                                    | -                                                                      | 65’                                                                    |
| Totale                                                                 |                                                                        | Presenze                                                               | 74                                                                     |                                                                        | Reti                                                                   | 0                                                                      |                                                                        |